# Вырубов, Григорий Николаевич
Григорий Николаевич Вырубов (31 октября [12 ноября] 1843, Москва — 30 ноября 1913, Париж) — русский философ

-позитивист, социолог, химик-кристаллограф, первый в европейской истории учёный, возглавивший отделение истории науки.

## Биография
Получил домашнее образование в семье, жившей большей частью за границей.
В 1862 году окончил курс в Императорском Александровском лицее, где на него произвёл глубокое впечатление талантливый преподаватель французской словесности Помье, ученик Огюста Конта и друг Эмиля Литтре. Ещё лицеистом посещал лекции В. Л. Грубера в Медико-хирургической академии. По окончания лицея в течение двух лет слушал лекции на медицинском и естественном факультетах Московского университета.
В 1864 году получил степень кандидата естественных наук, после чего навсегда уехал за границу, возвращаясь в Россию лишь на короткое время.
В первое время пребывания за границей занимался медициной в Берлине и в Париже, много путешествовал, как в Европе, так и по Востоку. В Париже близко сошелся с Эмилем Литтре, с вдовою Огюста Конта и с главнейшими позитивистами, в кругу которых в 1867 году возникла мысль основать периодический орган положительной философии.
Первый номер журнала «Philosophie positive» появился 1 июля 1867 года под редакцией Литтре и Вырубова. Журнал издавался до 1884 года и послужил родоначальником множества печатных органов научной философии. В 1873 году журнал Литтре и Вырубова получил почетный диплом на Всемирной выставке в Вене.
Во время франко-прусской войны (1870—1871) принимал участие в защите Парижа как доброволец национальной гвардии, главным образом в походных лазаретах Красного креста. В Русско-турецкую войну (1877—1878) отправился на Кавказ, где ему было поручено устройство походных лазаретов в Эриванском отряде, при котором он всё время состоял.
Первые печатные работы появились в 1866 году. После прекращения издания «Philosophie positive» целиком переключился на научную деятельность. за свои работы получил права защищать в Сорбонне докторскую диссертацию (1886), не имея степени licencie — право, которое дается очень редко.
В 1889 году натурализовался во Франции (с разрешения русского правительства), состоял членом большинства парижских учёных обществ. В 1891 году был президентом парижского минералогического общества. Сотрудничал во многих русских и иностранных газетах. Его фельетоны появлялись в «Санкт-Петербургских ведомостях» В. Ф. Корша, а корреспонденции из Парижа — в газете «Порядок».
Был близок к А. И. Герцену, в 1875—1879 годах издал его полное собрание сочинений.
Философские, публицистические и критические сочинения Вырубова почти все написаны на французском языке и появились большею частью в его журнале. Собранные вместе, они составили бы несколько томов компактной печати.

## Философские взгляды
Вслед за О. Контом пытался преодолеть материализм и идеализм, объявляя их проявлениями «метафизики»; активно выступал против материализма. Высшей целью философии считал фиксацию, изучение и описание эмпирических фактов, синтез выводов специальных наук. Не признавая гносеологию частью философии, растворял её в совокупности конкретных методов исследования.

## Сочинения

### Философия
- «Le certain et le probable, 1’absolu et le relatif» (в I т., «Phil. pos.»)
- «La philosophie materialiste et la philosophie positive» (т. XXII)
- «Remarques sur la philosophie critique en Allemagne» (т. XXII)
- «Les modernes théories du néant: Schopenhauer, Leopardi, Hartmann» (т. XXVI)
- «La conception métaphysique de la vie universelle» (т. XXVIII)

### Общая методология наук
- «Qu’est-ce que la géologie?» (т. I)
- «De l’individu dans le règne inorganique» (т. IV)
- «De la méthode dans la statistique» (т. VI)
- «De la classification de la sociologie» (т. VIII)
- «L’anthropologie, ce qu’elle est, ce qu’elle doit être» (т. XXIV)

### Практическая социология и политика
- «Le congres de la paix» (т. I)
- «L’enseignement libre» (т. II)
- «Londres et Paris» (т. III)
- «Alexandre Herzen»(т. VI)
- «La politique qualitative et la politique quantitative» (т. VIII)
- «Les civilisations de l’extrême Orient» (т. X и XI)
- «La nouvelle politique et la vieille diplomatie» (t. XXVIII); (т. XXVIII)
- «Louis Blanc et Gambetta» (т. XXX)

### Россия
- «Le clergé russe» (т. II)
- «De l’ivrognerie en Russie» (т. IV)
- «Le proletariat en Russie» (т. VII);
- «Le communisme russe» (т. VII)
- «La Russie sceptique» (т. XI)
- «Deux mois entre l’Europe et l’Asie» (т. XVI)
- «La question d’Orient» (т. XVIII)
- «Lettres d’Asie» (т. XIX и XX)
- «La guerre d’Orient» (т. XX и XXI)
- «La question d’Orient et le traité de Berlin» (т. XXI)
- «Lettres de Russie» (т. XXIV)
- «La Russie dans le passé et dans le present» (т. XXVII)

### Критика и полемика
- «Deux opinions académiques sur M. Littre: M. M. Pasteur et Renan», (т. XXIX)

Является автором известной книги «Manuel pratique de cristallographie» (Пар., 1889) и более 50 мемуаров, напечатанных в различных специальных журналах, преимущественно в «Bulletin de la soc. chimique de Paris», в «Annales chimiques et physiques», в «Bulletin de la socété minéralogique» и в «Bulletin de la société des naturalistes de Moscou». Все эти работы относятся к области кристаллографической химии и ценятся специалистами.